# Arabaçı
Arabaçı è un comune dell'Azerbaigian situato nel distretto di Gədəbəy. Conta una popolazione di 1 124 abitanti.